# James Schuyler
James Marcus Schuyler (Chicago, Estados Unidos, 9 de noviembre de 1923; Nueva York, Estados Unidos, 12 de abril de 1991) fue un poeta americano premiado con, entre otros, el Premio Pulitzer de Poesía en 1980 por su colección The Morning of the Poem. Fue una figura central en la Escuela de Nueva York y se le asocia muchas veces con sus compañeros en ella John Ashbery, Frank O'Hara, Kenneth Koch y Barbara Guest.

## Biografía
Hijo de Marcus Schuyler (periodista) y Margaret Connor Daisy Schuyler. Frecuentó el Bethany College (Virginia Occidental) desde 1941 hasta 1943. En recuerdo de sus tiempos en el Bethany College, Schuyler dijo en una entrevista publicada en la primavera de 1992, que no sobresalía en nada: "Solo jugaba al bridge todo el tiempo".
Schuyler se trasladó a Nueva York a finales de 1940, donde trabajó para la cadena NBC y el primero se hizo amigo de W.H Auden . 
Con el estallido de la Segunda Guerra Mundial fue reclutado por la U.S Navy y sirvió a bordo de un destructor durante la Batalla del Atlántico. Una vez terminada la contienda, en 1947, se trasladó a Ischia, Italia, donde vivió en el apartamento alquilado de Auden y trabajó como su secretario. Entre 1947 y 1948, Schuyler asistió a la Universidad de Florencia. En esa época tuvo una tormentosa relación durante cinco años con el también poeta (y antiguo brigadista internacional) Bill Aalto, a quien cita en su poema Dining Out with Doug and Frank.
Tras regresar a los Estados Unidos se estableció en Nueva York, donde conoció a John Ashbery y Frank O'Hara, con los que compartiría apartamento. Los tres formarían parte de lo que se ha llamado la Escuela de Nueva York, un grupo de poetas con características estilísticas y temáticas comunes activo entre los años 50 y los años 80.
A partir de la década de los 50, Schuyler destacó como crítico de arte, escribiendo para la revista Art News y trabajando como curador de exposiciones itinerantes para el Museo de Arte Moderno de New York.  Esto le permitió introducirse en el círculo de artistas de vanguardia del momento y entablando relaciones de amistad con Willem de Kooning, Jane Freilicher, Larry Rivers y, especialmente, Fairfield Porter, con quien vivió durante 12 años hasta 1973.
Su momento de mayor productividad literaria tuvo lugar entre finales de los sesenta y principios de los 80, culminando con la concesión del Premio Pulitzer de Poesía en ese mismo año. A partir de dicho se recluyó socialmente, víctima de una serie de problemas financieros y de salud.
La inspiración principal de la obra de Schuyler fue su propia vida, habló abiertamente sobre su homosexualidad, y sobre su trastorno bipolar, con un universo compuesto de situaciones y objetos cotidianos a los que, gracias a su maestría en el uso del lenguaje, confiere tonalidades poéticas de una sensibilidad muy particular.
En abril de 1991, a la edad de sesenta y siete años, Schuyler murió en Manhattan después de un accidente cerebrovascular. Sus cenizas fueron enterradas en el convento Little Portion Friary (Episcopal), en Long Island, Nueva York.

## Obras
- Alfred and Guinevere (New York: Harcourt, Brace, 1958).
- Salute (New York: Tiber Press, 1960).
- May 24 or So (New York: Tibor de Nagy Editions, 1966).
- Freely Espousing (Garden City, N.Y.: Paris Review Editions/Doubleday, 1969; New York: SUN, 1979).
- A Nest of Ninnies, by Schuyler and John Ashbery (New York: Dutton, 1969; Manchester, UK: Carcanet, 1987).
- The Crystal Lithium (New York: Random House, 1972).
- A Sun Cab (New York: Adventures in Poetry, 1972).
- The Home Book: Prose and Poems, 1951-1970, edited by Trevor Winkfield (Calais, Vt.: Z Press, 1977).
- What's For Dinner? (Santa Bárbara, Cal.: Black Sparrow Press, 1978).
- The Morning of the Poem (New York: Farrar, Straus & Giroux, 1980).
- Collabs, by Schuyler and Helena Hughes (New York: Misty Terrace Press, 1980).
- Early in '71 (Berkeley, Cal.: The Figures, 1982).

## Obras traducidas al español
- Alfred y Ginebra. Editorial Pre-Textos. 2006.

- Una ciudad blanca. Editorial Gog y Magog. 2012.